# Philip Kerr
Philip Ballantyne Kerr, född 22 februari 1956 i Edinburgh, död 23 mars 2018 i London, var en brittisk (skotsk) författare, främst känd för sina historiska deckarromaner om den tyske privatdetektiven Bernhard "Bernie" Günther.
Han studerade 1974-80 vid universitetet i Birmingham och gjorde författardebut 1989 med romanen Falskspel. Därefter följde en produktiv författarkarriär som resulterade över fyrtio litterära verk i flera olika genrer, däribland barnlitteratur och facklitteratur. Kerr var gift med journalisten och författarinnan Jane Thynne. De fick tre barn tillsammans: sönerna William och Charlie, samt dottern Naomi.
Kerrs böcker har sålt över fyrahundratusen exemplar världen över, och översatts till 37 olika språk. Hans roman Tyskt rekviem, som publicerades i Sverige 2014 av historiska media, nominerades till årets bästa utländska deckare av svenska deckarakademin.  

## Filmatiseringar
Philip Kerr har sålt filmrättigheterna till flera av sina litterära verk, bland annat Gallret och Bernie Günther-serien. Så långt har flera framstående filmproduktionsbolag, skådespelare och regissörer visat intresse. En av dessa var regissören Steven Spielberg som ville göra Kerrs barnboksserie The Children of the Lamp till film.  
1994 producerade BBC miniserien Gruschko, som är baserad på Kerrs kriminalroman med samma. Serien består av tre delar och har den skotske skådespelaren Biran Cox i huvudrollen. Så långt är det den enda filmatiseringen av Kerrs verk som lämnat produktionsstadiet.
Skådespelaren Tom Hanks och filmproducenten Gary Goetzman har länge velat producera en TV-serie baserad på Kerrs Bernie Günther-böcker. Deras produktionsbolag Playstone har tillsammans med TV-bolaget HBO redan säkrat rättigheterna till romanserien. Enligt den amerikanska nyhetssidan IndieWire befinner sig serien i det tidiga utvecklingsstadiet.
Under en presskonferens vid filmfestivalen i Zürich 2016 proklamerade skådespelaren Woody Harrelson att han var intresserad av att medverka i en serie baserad på bokserien.

### Skönlitteratur

#### Vuxenlitteratur
- 1989  –  Falskspel (March Violets), översättning: Hans O. Sjöström
- 1990  –  Dimridå (The Pale Criminal), överstättning: Hans O. Sjöström
- 1991  –  Tyskt rekviem (A German Requiem), översättning John-Henri Holmberg
- 1992  –  A Philosophical Investigation
- 1993  –  Dead Meat
- 1995  –  Gallret (Gridiron), översättning: Lennart Olofsson
- 1996  –  Esau, översättning: Niels Halkjær
- 1997  –  A Five Year Plan
- 1998  –  The Second Angel
- 1999  –  The Shot
- 2002  –  Dark Matter: The Private Life of Sir Isaac Newton
- 2005  –  Hitler's Peace
- 2006  –  The One from the Other
- 2008  –  A Quiet Flame
- 2009  –  If the Dead Rise Not
- 2010  –  Field Grey
- 2011  –  Prague Fatale
- 2013  –  A Man Without Breath
- 2013  –  Prayer
- 2014  –  Research
- 2014  –  January Window
- 2015  –  The Lady From Zagreb
- 2015  –  Hand of God
- 2015  –  False Nine
- 2016  –  The Other Side of Silence
- 2017  –  Prussian Blue
- 2018  –  Greeks Bearing Gifts
- 2019  –  Metropolis, (utgiven postumt)

#### Ungdomslitteratur
- 2014  –  The Winter Horses
- 2016  –  The Most Frightening Story Ever Told
- 2017  –  Friedrich der Grosse Detektiv

#### Barnlitteratur (under synonymen P. B. Kerr)
- 2004  –  The Akhenaten Adventure
- 2005  –  The Blue Djinn of Babylon
- 2006  –  The Cobra King of Kathmandu
- 2007  –  The Day of the Djinn Warriors
- 2009  –  The Eye of the Forest
- 2010  –  The Five Fakirs of Faizabad
- 2011  –  The Grave Robbers of Genghis Khan

### Facklitteratur
- 1991-96  –  The Penguin Book of Lies
- 1992-93  –  The Penguin Book of Fights, Feuds and Heartfelt Hatreds: An Anthology of Antipathy